# Dourlers
Dourlers település Franciaországban, Nord megyében. Lakosainak száma 537 fő (2022. január 1.). Dourlers Éclaibes, Semousies, Bas-Lieu, Beugnies, Floursies és Saint-Aubin községekkel határos.

## Népesség
A település népességének változása:
| Lakosok száma | 577  | 600  | 591  | 569  | 554  | 551  | 542  | 539  | 537  |
|               | 2013 | 2015 | 2016 | 2017 | 2018 | 2019 | 2020 | 2021 | 2022 |